# Accipiter poliocephalus
L'astore della Nuova Guinea (Accipiter poliocephalus G. R. Gray, 1858) è un uccello rapace della famiglia degli Accipitridi originario della Nuova Guinea.

## Descrizione

### Dimensioni
Misura 30–38 cm di lunghezza, per un peso di 180-283 g nel maschio e di 225-380 g nella femmina; l'apertura alare è di 56–65 cm.

### Aspetto
Questo uccello di medie dimensioni presenta quasi la sagoma tipica di un rapace; tuttavia, per essere una specie del genere Accipiter, il suo profilo appare un po' privo di robustezza. L'adulto è immediatamente riconoscibile per il piumaggio grigio o bianco, il potente becco, le zampe sottili e i piedi corti dotati di lunghi artigli. Le ali sono relativamente appuntite, la coda piuttosto breve. I sessi sono quasi simili, in quanto le dimensioni della femmina superano di poco quelle del maschio. Durante il loro primo anno, i giovani sono distinguibili dai genitori.
Gli astori della Nuova Guinea possono essere osservati sotto due diverse forme. Nella forma normale, o quella più comune, gli adulti hanno parti superiori grigio-ardesia uniforme, che contrastano con il grigio chiaro di testa e mantellina e con il colore completamente bianco delle parti inferiori. Tuttavia, sulle parti superiori, le remiganti e la coda sono leggermente più scure. Sulle parti inferiori, il petto e la parte alta dei fianchi sono sfumati di grigio chiaro o vagamente barrati di nero. Nella forma scura l'adulto è quasi interamente ardesia-nerastro con barre più scure sulle rettrici esterne e sul lato inferiore delle remiganti, dettagli che non sono realmente visibili quando l'animale è in volo. La cera e le zampe sono di colore rosso-arancio. I giovani hanno parti superiori generalmente grigio-brunastre, ma la mantellina presenta spesso qualche piccolo margine camoscio e qualche piccola macchiolina bianca quando il piumaggio è fresco. La testa e la coda sono più grigie, essendo quest'ultima barrata solo sulle penne esterne. Le parti inferiori sono interamente bianco-crema, in quanto il petto è ornato solo a malapena da piccole strisce nere. I giovani hanno il becco e le zampe viranti al giallastro. Qualunque sia la forma del piumaggio, gli adulti presentano un becco che varia dal marrone scuro al bruno-violaceo. La cera, la base del becco e la pelle nuda facciale sono arancioni o rosso-arancio. Le zampe sono giallo-arancio o rosso-arancio chiaro.

### Voce
Apparentemente, questi rapaci non sembrano essere molto vocali. Secondo un limitato numero di testimonianze, gli astori della Nuova Guinea emettono dei richiami ascendenti appena articolati che durano da 2 a 3 secondi. Sempre secondo la stessa fonte, queste produzioni sembrano essere più rapide di quelle di altri rapaci della stessa categoria che popolano l'intera Nuova Guinea.

## Biologia
Fatta eccezione per il periodo di riproduzione, l'astore della Nuova Guinea conduce generalmente un'esistenza solitaria. Secondo Coates, questo uccello non avrebbe la tendenza ad effettuare planate, ma dal momento che appartiene al genere Accipiter sarebbe davvero sorprendente che non effettuasse parate o voli circolari aerei, per quanto semplici. Oltre ad essere discreto nel suo comportamento sessuale, l'astore della Nuova Guinea lo è anche nelle sue abitudine venatorie. Non effettua né inseguimenti spettacolari, né picchiate straordinarie: caccia semplicemente alla posta con azioni elementari.

### Alimentazione
L'astore della Nuova Guinea si nutre principalmente di lucertole, sebbene non disdegni anche piccoli serpenti, insetti e altri artropodi. Gli uccelli, a parte quelli che rimangono intrappolati nelle reti di cattura, vengono catturati solo raramente. Il basso grado di dimorfismo sessuale e l'assenza di grandi piedi sono caratteristiche riscontrabili nei rapaci che non danno la caccia agli uccelli. Gli astori della Nuova Guinea cacciano alla posta a partire da un posatoio. Quando sono a caccia, la loro attività non è mai troppo considerevole e i movimenti sono rari e brevi.

### Riproduzione
Abbiamo poche informazioni riguardanti la riproduzione. Apparentemente, il periodo di nidificazione o di cova ha luogo tra il mese di agosto e quello di dicembre. A gennaio, e talvolta anche a febbraio, alcuni giovani nidiacei non si sono ancora alzati in volo. Il nido è una struttura compatta costruita con pezzi di legno. L'interno è rivestito con strisce di foglie. È posto abitualmente alla biforcazione di un grande albero, ad un'altezza molto elevata (più di 20 metri) dal suolo. Gli astori della Nuova Guinea nidificano talvolta nei giardini dei villaggi, dove trovano una sistemazione o un sito spesso molto vicini a quelli di una colonia di storni metallici (Aplonis metallica). In un caso documentato, un nido di astore non distava più di 2 metri da quello di uno sturnide.

## Distribuzione e habitat
Gli astori della Nuova Guinea sono uccelli di foresta che vivono principalmente nelle radure e ai margini delle aree boschive. Sembrano apprezzare qualsiasi tipo di zona boscosa e possono essere osservati nelle file di alberi che costeggiano i corsi d'acqua, negli appezzamenti in corso di rigenerazione, nei giardini e in altri luoghi più o meno aperti, a condizione che vi crescano almeno alcuni alberi di grandi dimensioni. Le grandi distese di foresta primaria, tuttavia, sembrano essere meno apprezzate. Gli astori della Nuova Guinea vivono dal livello del mare fino a 1500 metri di altitudine.
Questi rapaci sono endemici della Nuova Guinea e di alcune isole adiacenti. Tra queste ultime, quelle maggiormente degne di nota sono Waigeo, Batanta, Salawati, Misool e Yapen. In prossimità della costa meridionale, si trovano anche nelle isole Aru. Al largo della punta orientale, nell'arcipelago di Entrecasteaux, la loro presenza è confermata sull'isola Fergusson. Questa panoramica non sarebbe completa se non menzionassimo le isole Misima e Tagula nell'arcipelago delle Luisiadi. Nonostante l'estensione del suo areale, questa specie è considerata monotipica, cioè non è divisa in sottospecie.

## Conservazione
Non esistono informazioni precise riguardo alla densità e agli effettivi, ma, come per la maggior parte delle specie del genere Accipiter, il numero di esemplari è probabilmente sottostimato. Gli astori della Nuova Guinea occupano una superficie all'incirca equivalente a 800.000 chilometri quadrati e, pur escludendo dal loro dominio la catena montuosa centrale e le fitte foreste primarie, rimane ancora un'area disponibile molto ampia. Dal momento che la densità è piuttosto bassa e tenendo conto del fatto che anche nelle zone ove la specie è più frequente non supera mai lo status di comune a livello locale, la popolazione globale viene stimata ad alcune decine di migliaia di individui (secondo BirdLife tra 10.000 e 99.000 unità). In quanto non è minacciata da alcun tipo di fattori e non ha predatori, la specie è considerata «a rischio minimo» (Least Concern).